# شیرین‌آباد (فریمان)
شیرین‌آباد (فریمان)، روستایی از توابع بخش مرکزی شهرستان فریمان در استان خراسان رضوی ایران است.این روستا براساس سرشماری مرکز آمار ایران سال ۱۳۹۰ دارای جمعیت کل ۳۳ و جمعیت مرد ۱۸ و جمعیت زن ۱۵ می‌باشد. تعداد خانوار این روستا ۱۱ خانوار و دارای تعداد واحد مسکونی ۱۱ می‌باشد. مسجد روستا چهارده معصوم نام دارد.

## جمعیت
این روستا در دهستان سنگ بست قرار دارد و براساس سرشماری مرکز آمار ایران در سال ۱۳۸۵، جمعیت آن ۳۰ نفر (۱۰خانوار) بوده‌است.